# 比爾基 (留波姆區)
51°14′48″N 24°4′31″E / 51.24667°N 24.07528°E
比爾基（烏克蘭語：Бірки），是烏克蘭的村落，位於該國西部沃倫州，由科韋利區負責管轄，始建於1799年，面積2.3平方公里，海拔高度191米，2001年人口723，人口密度每平方公里314.35人。